# Savon de Castille

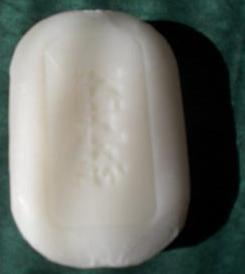
Un savon de Castille.

Le savon de Castille est un savon fabriqué selon la technique de saponification à froid, à base d’huile d’olive. C’est un savon naturellement riche en glycérine, dont la fabrication à froid conserve les propriétés adoucissantes et nourrissantes pour la peau de l’huile d’olive saponifiée.

## Fabrication
Le savon de Castille est un savon à froid, fabriqué selon la technique de saponification à froid. Il est composé exclusivement d’huile d’olive. Sa fabrication est lente, et moins polluante que les savons fabriqués à chaud (savon de Marseille, savon d'Alep...) Il produit très peu de mousse , et possède des propriétés adoucissantes pour la peau.

## Histoire
Les Romains du Ier siècle connaissaient le savon, et Zosime de Panopolis l’a décrit, ainsi que sa fabrication, vers l’an 300. Traditionnellement, les apothicaires de l’époque connaissaient les noms latins de sapo hispaniensis (savon espagnol) ou sapo castilliensis (savon castillan). Après les croisades, la production de ce savon s’est étendue à l’ensemble de la région méditerranéenne. Ce savon est appelé aujourd’hui, par antonomase, « de Castille », même si cette région n’était pas la seule à produire ce type de savon, mais parce qu’il y est produit à grande échelle et qu’il a été exporté, principalement au cours de l’ère moderne, à partir de la Castille vers de nombreuses parties d’Europe et d’Amérique.
L'appellation du savon de Castille, comme celle du savon de Marseille, n'est pas protégée. On trouve dans le commerce de nombreux savons nommés "savon de Castille" de manière abusive.